# Less Than Kind
Less Than Kind ist eine kanadische Dramaserie mit Jesse Camacho in der Hauptrolle des Sheldon Blecher, eines Teenagers, der in Winnipeg bei seiner jüdischen Familie aufwächst.
Die Ausstrahlung der ersten Staffel der Serie fand ab Oktober 2008 auf CityTV statt. Mit Beginn der zweiten Staffel wechselte sie zu HBO Canada. Dort wurde die letzte Folge der Serie am 14. Juli 2013 ausgestrahlt.

## Handlung
Sheldon Blecher ist ein zu Anfang 15-jähriger, übergewichtiger Teenager, der unter dem Verhalten seiner Eltern leidet. Diese betreiben eine Fahrschule, die jedoch der Steuerhinterziehung verdächtigt wird. Des Weiteren kehrt sein Bruder, der gerne Schauspieler werden möchte, nach mehreren gescheiterten Versuchen nach Hause zurück. Fortan muss sich Sheldon mit ihm ein Zimmer teilen.

## Besetzung
| Schauspieler    | Rollenname      |
| --------------- | --------------- |
| Jesse Camacho   | Sheldon Blecher |
| Benjamin Arthur | Josh Blecher    |
| Maury Chaykin   | Sam Blecher     |
| Wendel Meldrum  | Anne Blecher    |
| Nancy Sorel     | Clara Fine      |
| Lisa Durupt     | Shandra         |
| Tyler Johnston  | Danny Lubbe     |

## Ausstrahlung und Produktion
Kanada
Die Premiere der ersten Staffel fand am 28. Oktober 2008 auf CityTV statt. Die Ausstrahlung der 13 Folgen endete am 2. Februar 2009.
Die Ausstrahlung der zweiten Staffel fand ab dem 19. Februar 2010 auf HBO Canada statt. Im Juni 2010 wurde die Verlängerung der Serie um eine dritte Staffel bekannt. Die Produktion dieser wurde jedoch auf Grund des Todes des Hauptdarstellers Maury Chaykin verschoben. Die Produktion der acht Folgen der vierten und letzten Staffel begannen am 28. Mai 2012 und endeten am 10. Juli 2012. Die erste Folge der vierten Staffel wurde am 2. Juni 2013 gesendet, die letzte am 14. Juli 2013.
Deutschland
In Deutschland begann Anixe am 19. Oktober 2009 mit der Ausstrahlung der ersten Staffel der Serie.